# Зейський район
Зе́йський райо́н — адміністративна одиниця Росії, Амурська область. До складу району входять 22 сільських поселення, до складу яких входять 33 населених пункти.

## Населення
| 1959    | 1970    | 1979    | 1989    | 2002    | 2008    | 2009    |
| ------- | ------- | ------- | ------- | ------- | ------- | ------- |
| 34 342  | ↗41 536 | ↘27 244 | ↗42 298 | ↘20 827 | ↘20 237 | ↘20 072 |
| 2010    | 2011    | 2012    | 2013    | 2014    | 2015    | 2016    |
| ↘16 847 | ↘16 775 | ↘16 589 | ↘16 458 | ↘16 178 | ↘15 719 | ↘15 383 |
| 2017    | 2018    |         |         |         |         |         |
| ↘15 060 | ↘14 649 |         |         |         |         |         |